# 卡通频道工作室
卡通频道工作室（英語：Cartoon Network Studios）是一家美國動畫工作室，隸屬於華納兄弟娛樂公司（华纳兄弟探索的子公司）的華納兄弟電視公司工作室部門。該工作室成立於1994年10月21日，最初是漢納巴伯拉動畫的一個部門，直到2001年合併入華納兄弟動畫。
該工作室主要責製作和開發卡通頻道和Cartoonito的動畫節目和短片，同時也為Adult Swim、TBS和HBO Max等頻道開發作品。
該工作室製作了數十部節目，其中包括《德克斯特的實驗室》、《飛天小女警》（以及其電影改編版）、《拼命郎約翰尼》、《時空特攻隊》、《傑克武士》、《親親麻吉》、《愛酷一族》、《Ben 10》、《探險活寶》、《熊熊遇見你》、《史蒂芬宇宙》和《阿貴溪遊記》等作品。
2000年，該工作室在加利福尼亞州伯班克購買了一座大型建築作為其總部。在這些設施中營運了二十多年，並且還擴展到其他建築。然而，到了2020年代，隨著多次公司合併，該工作室被整併入華納兄弟動畫公司，但將繼續作為一個獨立的部門運營。預計在2023年8月1日之前，工作室將搬遷至第二世紀發展作為新的公司總部。

## 概要
就著旗下卡通頻道在定位和節目編排上的轉變，當時母公司透納廣播公司於1994年決定在另一子公司漢納巴伯拉動畫開設名為「Cartoon Network Studios」的支部，專門製作供應給卡通頻道播放的動畫作品。支部日益狀大，在跟隨持有公司納入時代華納後得以平穩發展，並於1999年得到獨立管理的工作室地點。不過，部分作品因著要跟其他漢納巴伯拉動畫生產線的人員合作，而不一定以其自身名義發佈。卡通頻道更曾經以卡通卡通名義，讓有關製作連同外來動畫工作室的新作品一併宣傳，沒有特別建立鮮明的品牌形象。直至2001年，隨著漢納巴伯拉動畫領袖逝世，時代華納借勢整頓所有動畫業務，使支部正式成為與卡通頻道地位同等的獨立公司，更有效處理版權事宜和品牌的商業方針，於獨立和合作作品方面有更明確的分辨。
公司較多製作是讓合作動畫師推出先導節目，並善用卡通頻道的播放媒體去汲取觀眾意見和說服製作人，繼而進入系列化的階段。集團偶然亦會在特定需求下，指定公司製作以兒童和青少年為主要對象的真人劇集，及為卡通頻道姊妹頻道迴旋鏢及Adult Swim製作。

### 2020年代
2020年8月，華納兄弟動畫總裁山姆·雷吉斯特}被任命為卡通頻道工作室的負責人。羅伯·索爾徹辭去工作室負責人和首席內容官的職務，並轉投華納兄弟電視集團達成整體製作協議，此後艾米·弗里德曼接任卡通頻道的節目主管。
2021年，傑森·德馬克（Jason DeMarco）被任命為華納兄弟動畫和卡通頻道工作室的動畫和動作系列/長篇動畫高級副總裁。同時，卡通頻道歐洲工作室更名為漢納-巴伯拉歐洲工作室，以向最初的漢納-巴伯拉工作室致敬。
2022年5月11日，湯姆·阿沙伊姆辭去總裁職務並離職後，華納兄弟全球兒童、青少年和經典部門被解散。作為新東家华纳兄弟探索及其工作室（包括卡通頻道）的重組的一部分，頻道頻道工作室直接移入華納兄弟電視台旗下。
2022年10月11日，作為華納兄弟電視台重組的一部分，卡通網絡工作室和華納兄弟動畫公司的製作團隊進行整合，奧黛麗·迪爾 (Audrey Diehl) 將負責製作兒童和家庭動畫，彼得·吉拉迪 (Peter Girardi) 負責成人動畫，薩米·珀爾穆特 (Sammy Perlmutter) 負責動畫長篇作品。此次合併不會影響他們作為品牌的產出，卡通頻道工作室將繼續專注於原創內容，而華納兄弟動畫則用於經典特許經營。
於2023年7月9日，米勒通過Twitter宣布，卡通頻道工作室位於伯班克的大樓將於8月1日關閉，所有業務將轉移到華納兄弟動畫公司。儘管未經證實，動畫新聞網站卡通啤酒的阿米德·阿米迪（Amid Amidi）報導說，其製作團隊將搬到第二世紀發展（Second Century Development），這是兩座辦公空間超過800,000平方英尺的辦公建築，緊鄰華納兄弟地段。

## 主要製作

### 電視動畫系列
| 首播年期                     | 中文名稱                                | 英文名稱                                | 合作工作室                             |
| ---------------------------- | --------------------------------------- | --------------------------------------- | -------------------------------------- |
| 1995年－1997年               | 妙妙卡通秀                              | What a Cartoon!                         | 漢納巴伯拉動畫 Frederator Incorporated |
| 1997年－1999年               | 雞與牛                                  | Cow and Chicken                         | 漢納巴伯拉動畫                         |
| 1997年－2001年               | 黃鼠狼威索                              | I Am Weasel                             | 漢納巴伯拉動畫                         |
| 1996年－2003年               | 德克斯特的實驗室                        | Dexter's Laboratory                     | 漢納巴伯拉動畫                         |
| 1997年－2003年               | 拼命郎約翰尼                            | Johnny Bravo                            | 漢納巴伯拉動畫                         |
| 1998年－2005年 2009年 2016年 | 飛天小女警                              | The Powerpuff Girls                     | 漢納巴伯拉動畫                         |
| 2001年－2003年               | 時空特攻隊                              | Time Squad                              | 不適用                                 |
| 2001年－2004年 2017年        | 傑克武士                                | Samurai Jack                            | 不適用                                 |
| 2001年－2002年               | 愛酷一族                                | Grim & Evil                             | 不適用                                 |
| 2002年－2003年               | 魯巴瓊斯的學校生活                      | Whatever Happened to Robot Jones?       | 不適用                                 |
| 2003年－2007年               | 大鼻與酷蒂（舊譯：怪誕骷髏魔/愛酷一族） | The Grim Adventures of Billy and Mandy  | 不適用                                 |
| 2003年－2004年               | 魔腦與笨笨熊                            | Evil Con Carne                          | 不適用                                 |
| 2003年－2005年               | 星際大戰：複製人之戰                    | Star Wars: Clone Wars                   | 盧卡斯影業                             |
| 2004年－2005年               | 超時空機器人傳說                        | Megas XLR                               | Titmouse, Inc.                         |
| 2004年－2009年               | 親親麻吉                                | Foster's Home for Imaginary Friends     | 不適用                                 |
| 2004年－2006年               | Hi Hi Puffy AmiYumi                     | Hi Hi Puffy AmiYumi                     | Renegade Animation                     |
| 2005年－2007年               | 魔法少女Juniper Lee                     | The Life and Times of Juniper Lee       | 不適用                                 |
| 2005年－2007年               | 瘋狂夏令營                              | Camp Lazlo                              | 不適用                                 |
| 2005年－2008年               | 我的麻吉是猴子                          | My Gym Partner's a Monkey               | 不適用                                 |
| 2005年－2008年               | 少年駭客                                | Ben 10                                  | 不適用                                 |
| 2006年－2007年               | 酷松鼠洛德                              | Squirrel Boy                            | 不適用                                 |
| 2006年－2008年               | 3000的音樂班級                          | Class of 3000                           | Tom Lynch Company Moxie Turtle         |
| 2007年－2010年               | 愛吃鬼巧達                              | Chowder                                 | 不適用                                 |
| 2007年－2009年               | 變形金剛進化版                          | Transformers Animated                   | Mook The Answer Studio Studio 4°C      |
| 2008年－2009年               | Ben 10 外星英雄                         | Ben 10: Alien Force                     | 不適用                                 |
| 2008年－2010年               | 阿嗨大冒險                              | The Marvelous Misadventures of Flapjack | 不適用                                 |
| 2010年－2018年               | 探險活寶                                | Adventure Time                          | Frederator Studios                     |
| 2010年－2012年               | Ben 10 終極英雄                         | Ben 10: Ultimate Alien                  | 不適用                                 |
| 2010年－2013年               | 機械戰士REX                             | Generator Rex                           | 不適用                                 |
| 2010年                       | 卡通學院                                | The Cartoonstitute                      | 不適用                                 |
| 2010年－2017年               | 天兵公園                                | Regular Show                            | 不適用                                 |
| 2010年－2011年               | 組合戰神                                | Sym-Bionic Titan                        | Orphanage Animation Studios            |
| 2010年－2011年               | 機械人學系                              | Robotomy                                | World Leaders Entertainment            |
| 2011年－2013年               | 解難團                                  | The Problem Solverz                     | Mirari Films                           |
| 2011年－2012年               | 神秘山脈的驚人城堡                      | Secret Mountain Fort Awesome            | 不適用                                 |
| 2012年－2014年               | Ben 10 全面進化                         | Ben 10: Omniverse                       | 不適用                                 |
| 2013年－2017年               | 天才阿公                                | Uncle Grandpa                           | 不適用                                 |
| 2013年－2019年               | 神臍小捲毛                              | Steven Universe                         | 不適用                                 |
| 2014年－2018年               | 我愛阿噗                                | Clarence                                | 不適用                                 |
| 2014年                       | 花園牆外                                | Over the Garden Wall                    | 不適用                                 |
| 2015年－2019年               | 熊熊遇見你                              | We Bare Bears                           | 不適用                                 |
| 2015年                       | 皇室永長存                              | Long Live the Royals                    | 不適用                                 |

### 短篇動畫系列
| 首播年期     | 中文名稱   | 英文名稱          | 合作工作室 |
| ------------ | ---------- | ----------------- | ---------- |
| 2014年－現在 | 合體小精靈 | Mixels            | 樂高集團   |
| 2015年－現在 | 強力魔刀   | Mighty Magiswords | 不適用     |

### 兒童及青少年劇集
| 首播年期       | 中文名稱     | 英文名稱            | 合作工作室                                                        |
| -------------- | ------------ | ------------------- | ----------------------------------------------------------------- |
| 2007年－2008年 | 超乎占美所想 | Out of Jimmy's Head | Brookwell McNamara Entertainment                                  |
| 2010年         | 備課大樓     | Tower Prep          | Dolphin Entertainment                                             |
| 2012年－2013年 | 升級大戰     | Level Up            | D and D Productions Lords Productions Alive & Kicking Productions |
| 2012年－2013年 | 喜劇特攻隊   | Incredible Crew     | N'Credible Entertainment                                          |

### 劇場電影
| 上映日期      | 中文名稱         | 英文名稱                  | 合作工作室          |
| ------------- | ---------------- | ------------------------- | ------------------- |
| 2002年7月3日  | 飛天小女警大電影 | The Powerpuff Girls Movie | Rough Draft Studios |
| 2015年8月14日 | 天兵公園電影版   | Regular Show: The Movie   | Saerom Animation    |

## 外部連結
- 官方网站